# Jan Axelsson (journalist)
Jan Allan Axelsson, född 4 november 1968 i Bromma, Stockholm, är en svensk dokumentärfilmare och journalist. 
Axelsson var tidigare verksam som redaktör vid TV4 i Umeå. Sedan 2014 verksam som producent i produktionsbolaget redcarpetmedia.se.

## Filmografi
- Under ljuset (2003)
- Demonerna på Operan (2006)
- Drönarnas Krig (2013)